# Saint-Crépin-Ibouvillers
Saint-Crépin-Ibouvillers là một xã ở tỉnh Oise Hauts-de-France phía bắc Pháp. Xã Saint-Crépin-Ibouvillers nằm ở khu vực có độ cao trung bình 106 mét trên mực nước biển.